# 니헤이 마사나리
니헤이 마사나리(Masanari Nihei, 1940년 12월 9일 ~ )는 일본의 배우, 텔레비전 배우이다.
도쿄도에서 태어났다.

## 영화
- 총리라고 부르지마 (1997년)
- 하이 틴 부기 (1982년)
- 울트라맨 (1979년)
- 서둘러 젊은이! 내일은 기다려주지 않아 (1974년)
- 도데스카덴 (1970년)
- 여자 안의 타인 (1966년)
- 아아 폭탄 (1964년)
- 일본 제일의 허풍쟁이 (1964년)
- 일본 제일의 대장부 (1962년)